# 西西莉亞（妳傷透了我的心）
《西西莉亞（妳傷透了我的心）》（英語：Oh Cecilia (Breaking My Heart)）是英國流行搖滾樂隊凡普斯樂團2014年發行的單曲，改編自賽門與葛芬柯1970年的熱門歌曲《西西莉亞》。歌曲收錄自樂隊的首張出道專輯《讓我們相遇》中，而和尚恩·曼德斯合唱的版本則於2014年10月12日作為第五專輯主打發行。
歌曲在澳大利亞、愛爾蘭、紐西蘭、蘇格蘭、南美洲及英國的單曲榜均上榜，其中在英國單曲榜獲得第9位，成為樂隊連續第五首前十位的單曲。

## 歌曲背景
《西西莉亞（妳傷透了我的心）》改編自賽門與葛芬柯1970年的熱門歌曲《西西莉亞》，在整首歌曲中進行內穿插著採樣。主歌歌詞並沒有跟從原來版本，而副歌部份則依賴原本的歌詞：
|    | Cecilia, you're breaking my heart / You're shaking my confidence daily / Oh Cecilia I'm down on my knees / I'm begging you please to come home |
| —— | |

## 音樂影片
歌曲有兩個版本的音樂影片。凡普斯樂團的成員和尚恩·曼德斯沉船在一個他們不熟知的小島，並發出SOS求救信號，一看見飛機經過就狂奔；另一版本是支持一個慈善項目，並有多名名人客串於影片中。

## 曲目
- 數位下載[6]

1. 西西莉亞（妳傷透了我的心）（ft. 尚恩·曼德斯） [3:14]
2. 颶風 [3:19]

- 數位下載

1. 西西莉亞（妳傷透了我的心（The Basement混音） [3:23]

- CD版本

1. 西西莉亞（妳傷透了我的心）（O2體育館現場版本） [3:16]
2. 青少年 [2:40]
3. Dear Maria, Count Me In/Sugar We're Going Down（組曲） [2:53]
4. "電視上的女孩（O2體育館現場版本） [3:40]

## 榜單表現
| 榜單 (2014)                          | 最高排名 |
| ------------------------------------ | -------- |
| 澳大利亚（澳大利亚唱片业协会單曲榜） | 46       |
| 愛爾蘭（愛爾蘭唱片音樂協會单曲榜）   | 42       |
| 新西兰（新西兰唱片音乐协会单曲榜）   | 13       |
| 蘇格蘭（官方榜单公司單曲榜）         | 3        |
| 南非（非洲娛樂監測单曲榜）           | 4        |
| 英國（官方榜单公司單曲榜）           | 9        |

## 銷量認證
| 地區                                                       | 认证 | 认证单位/销量 |
| ---------------------------------------------------------- | ---- | ------------- |
| 英国（英国唱片业协会）                                     | 銀   | 200,000‡      |
| *僅含認證的實際銷量 ^僅含認證的出貨量 ‡僅含認證的+實際銷量 |      |               |